# Werner Girke
Werner Girke (Grabik, 4 settembre 1940) è un ex mezzofondista tedesco.

## Palmarès
| Anno | Manifestazione  | Sede              | Evento       | Risultato | Prestazione | Note                          |
| ---- | --------------- | ----------------- | ------------ | --------- | ----------- | ----------------------------- |
| 1966 | Europei indoor  | Dortmund          | 3000 m piani | 5º        | 8'06"6      |                               |
| 1966 | Europei         | Budapest          | 5000 m piani | 10º       | 13'53"2     |                               |
| 1967 | Europei indoor  | Praga             | 3000 m piani | Oro       | 7'58"6      |                               |
| 1968 | Giochi Olimpici | Città del Messico | 5000 m piani | Batteria  | 15'20"85    |                               |
| 1969 | Europei indoor  | Belgrado          | 3000 m piani | Bronzo    | 7'56"8      |                               |
| 1970 | Europei indoor  | Vienna            | 3000 m piani | 5º        | 7'56"0      | Miglior prestazione personale |
| 1971 | Europei         | Helsinki          | 5000 m piani | Batteria  | 13'56"0     |                               |

## Campionati nazionali
1964
- Oro ai campionati tedeschi occidentali, 5000 m piani - 14'29"0
- Oro ai campionati tedeschi occidentali indoor, 3000 m piani - 8'21"4

1965
- Oro ai campionati tedeschi occidentali, 5000 m piani - 14'13"8
- Argento ai campionati tedeschi occidentali indoor, 3000 m piani - 8'08"4

1966
- Oro ai campionati tedeschi occidentali indoor, 3000 m piani - 8'05"8

1967
- Oro ai campionati tedeschi occidentali indoor, 3000 m piani - 8'03"6

1969
- Oro ai campionati tedeschi occidentali indoor, 3000 m piani - 8'01"4

## Altre competizioni internazionali[1]
1972
- 15º alla Corrida Internacional de São Silvestre ( San Paolo), 8,4 km - 25'39"